# Jacob François Moreau

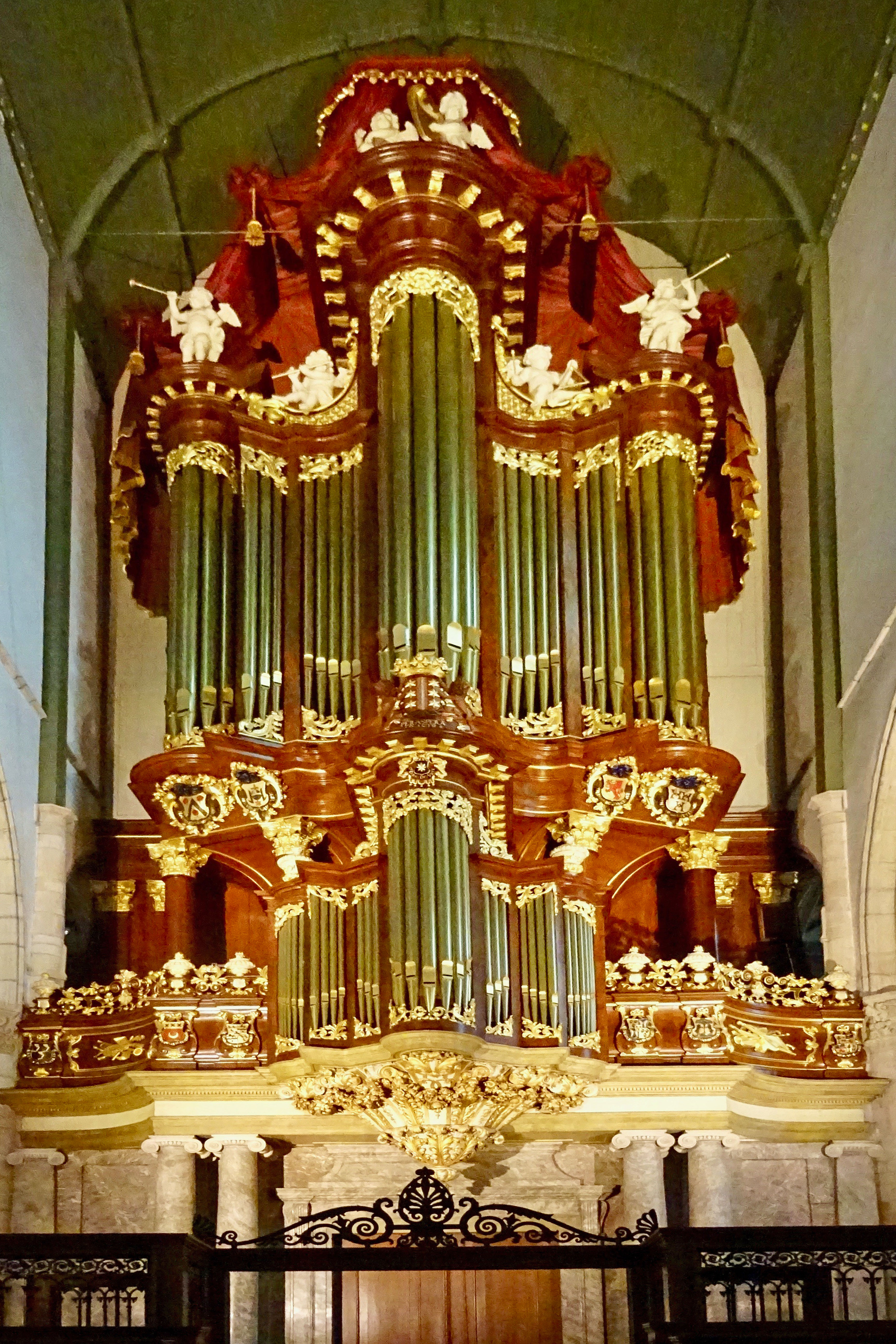
Moreau-orgel in de Sint-Janskerk, Gouda

Jacob François Moreau (circa 1684 – Rotterdam, 9 oktober 1751) was een Nederlands orgelbouwer van Vlaamse komaf.
Hij woonde enige tijd in Gent, maar trok al snel naar Rotterdam. Zijn leermeesters zijn vermoedelijk te vinden in de orgelbouwfamilie Delhaye (Louis I en Louis II). Moreau huwde in 1724 Isabella Philippa de la Haye, zus van Louis II. Hij vestigde met zijn bedrijf in Rotterdam. Hij kreeg een aantal opdrachten waarvan de bouw van een nieuw orgel in de Sint-Janskerk in Gouda het belangrijkst was. De Haagse schilder Hendrik Carré maakte een ontwerptekening van het orgelfront. Het orgel onderging sinds de oplevering talloze wijzigingen. In 1739 werkte hij aan het orgel van de Grote of Maria Magdalenakerk te Goes.
Andere orgels van hem en zijn zoon en opvolger Johan Jacob Moreau (Johannes Jacobus Moreau, 1729-1764) zijn te vinden in de Gereformeerde kerk te Gameren (gebouwd 1754 voor de Engelse presbyteriaanse kerk te Rotterdam, is rijksmonument), de Vredeskerk te Oosterhout (1753), Sint-Maartenskerk in Baarland (circa 1750), Nederlandse Hervormde Kerk in Wilnis (circa 1760, afkomstig uit de Sint-Lambertuskerk te Kralingen) en de protestantse kerk in Ezinge (zoon). De meeste orgels daarvan zijn elders opgebouwd, maar in de loop der eeuwen verplaatst.
Gouda kent het Moreauhof, dat naar Jacob François Moreau is vernoemd.

## Kerken met een Moreau-orgel
| Jaar | Kerk                         | Plaats     | Afbeelding |
| ---- | ---------------------------- | ---------- | ---------- |
| 1736 | Sint-Janskerk                | Gouda      |            |
| 1739 | Grote of Maria Magdalenakerk | Goes       |            |
| 1754 | Gereformeerde kerk           | Gameren    |            |
| 1750 | Sint Maartenskerk            | Baarland   |            |
| 1753 | Vredeskerk                   | Oosterhout |            |

Van Belle · Berger · Andries-Jacob Berger · Dominique I Berger · Bremser · Corneille Cacheux · De Lannoy · Antoon van Elen · Jacob van Eynde · Jean-Baptiste Forceville · Hans Goltfuss · Jean-Joseph vander Haeghen · Nicolaas van Hagen · Nicolaas Helewout · Familie Niehoff · Willem Hermans · Hooghuys · Langhedul · Egidius Le Blas · Loret (familie) · Christiaan Penceler · Van Peteghem · Guillaume Robustelly · Jean le Royer · Andries Severijn · Theodoor Smet · Hans Suys